# Thích Tuệ Sỹ
Thích Tuệ Sỹ (15 tháng 2 năm 1943 – 24 tháng 11 năm 2023), tục danh Phạm Văn Thương, là một vị Hoà thượng, học giả về Phật giáo, nguyên giáo sư giảng dạy tại Đại học Vạn Hạnh tại Sài Gòn, nhà văn, nhà thơ, dịch giả và là một người bất đồng chính kiến với Chính phủ Việt Nam. Ông là Đệ lục Tăng Thống của Giáo hội Phật giáo Việt Nam Thống nhất (GHPGVNTN).
Ông thông thạo tiếng Trung Quốc, tiếng Anh, tiếng Pháp, tiếng Pali, tiếng Phạn và tiếng Nhật, đọc hiểu tiếng Đức.  Ông được giới học giả Việt Nam đánh giá cao vì đã công bố nhiều tiểu luận, chuyên khảo, thơ và nhiều công trình dịch thuật Phật giáo từ tiếng Phạn, tiếng Trung Hoa và tiếng Nhật.

## Tiểu sử
Hòa thượng Thích Tuệ Sỹ, thế danh Phạm Văn Thương, sinh ngày 15 tháng 02 năm 1943 theo khai sanh, tuổi thật sinh ngày 05/04/1945 (nhằm ngày 23 tháng 02 năm Ất Dậu), tại thành phố Pakse, tỉnh Champasak,  Lào, nguyên quán xã Nghĩa Ninh, Đồng Hới, Quảng Bình, Việt Nam.
Năm 1952, ông được cha mẹ gửi lên chùa Trang Nghiêm, làng Tân An, thành phố Pakse.
Năm 1954, khi được 9 tuổi, ông được thầy chính thức thế phát xuất gia. Đến năm 12 tuổi, vị thầy nhận thấy khả năng và thiên tư đặc biệt của người học trò, nên mong muốn đưa ông về Việt Nam để rộng đường tu học.
Năm 1960, ông trở về Việt Nam, sống tại chùa Bồ Đề, một ngôi chùa nhỏ gần cầu Gia Hội, Huế.
Năm 1961, 16 tuổi, ông thọ giới Sa-di với Hòa thượng Thích Hành Trụ tại Sài Gòn. Năm này, ông thọ an cư Sa-di giới đầu tiên tại chùa Phật Ân, tỉnh Tiền Giang.
Năm 1964, học tại Viện Đại Học Vạn Hạnh, Phân khoa Phật học niên khóa 1965.
Năm 1973, Sa-di Tuệ Sỹ chính thức thọ Cụ túc giới tại Đại giới đàn Phước Huệ tổ chức tại Phật học viện Trung phần, do HT. Đàn đầu Thích Phúc Hộ, HT. Yết-ma Thích Giác Tánh, Giáo thọ sư HT. Thích Trí Nghiêm, Thích Huệ Hưng.

### Đóng góp trong ngành triết học và Phật học
Ông tốt nghiệp Viện Cao đẳng Phật học năm 1964, Viện Đại học Vạn Hạnh phân khoa Phật học năm 1965, được đặc cách bổ nhiệm là Giáo sư thực thụ Viện Đại học Vạn Hạnh từ năm 1970 nhờ nhiều công trình nghiên cứu và khảo luận triết học nổi tiếng. Ông là Chủ bút của tạp chí Tư tưởng do Viện Đại học Vạn Hạnh phát hành. Ông cũng làm thơ, viết một số truyện ngắn đăng trên tạp chí Khởi hành (1969–1972), Thời tập (1973–1975). Ngoài ra, ông cũng hiểu biết rất nhiều trong lĩnh vực triết học Tây phương. Ông là người đầu tiên thuyết trình về Michel Foucault tại Việt Nam.
Sau năm 1975 ông về lại Nha Trang, đến năm 1977 thì vào Thành phố Hồ Chí Minh sống tại Thị Ngạn Am, chùa Già Lam.

### Bị bắt giam
Đầu năm 1978, ông bị đưa đi học tập cải tạo 3 năm, đến năm 1981 thì được trả tự do.
Ngày 1 tháng 4 năm 1984 ông bị bắt cùng với ông Thích Trí Siêu (Lê Mạnh Thát). Tổ chức Ân xá Quốc tế tin rằng nguyên nhân việc bắt giữ Thích Tuệ Sỹ và Thích Trí Siêu là do 2 ông là thành viên của Giáo hội Phật giáo Việt Nam Thống nhất (GHPGVNTN) và các quan tâm đến các công trình nghiên cứu về Phật giáo và tác phẩm của họ đã phát sinh vào thời điểm chính quyền Việt Nam đang cố gắng kiểm soát hội Phật giáo.
Tháng 9 năm 1988, ông và Lê Mạnh Thát bị tuyên án tử hình vì tội hoạt động lật đổ chính quyền nhân dân. Tháng 11 năm 1988, sau một cuộc vận động giảm án, bản án được giảm xuống còn tù chung thân. Ngày 1 tháng 9 năm 1998, ông được thả tự do từ trại Ba Sao–Nam Hà ở miền Bắc Việt Nam. Một năm sau đó, vì tiếp tục hoạt động cho GHPGVNTN, ông cùng với Thích Quảng Độ lại bị công an triệu tập tra hỏi
Năm 1998, tổ chức Human Rights Watch đã tặng giải thưởng về nhân quyền Hellmann-Hamett Awards cho ông và 7 người Việt khác (Hoàng Tiến, nhà văn Lữ Phương, Nguyễn Ngọc Tần, Phạm Thái Thủy, Thích Trí Siêu và 2 người được giấu tên). Tháng 4 năm 2000, công an đã đến khám xét chùa nơi cư ngụ của Thích Quảng Độ và Thích Tuệ Sỹ. Năm 2004, đài RFA loan tin rằng ông Thích Tuệ Sỹ vẫn còn đang bị quản thúc tại gia.

### Hoạt động trong Giáo hội Phật giáo Việt Nam Thống nhất
Năm 2003, Giáo hội Phật giáo Việt Nam Thống nhất tổ chức Đại hội bất thường tại Tu viện Nguyên Thiều, Bình Định. Hòa thượng Thích Tuệ Sỹ được cung thỉnh làm Phó Viện Trưởng Viện Hóa đạo.
Năm 2005, Giáo chỉ số 2 của Đệ tứ Tăng thống, Hòa thượng Thích Huyền Quang cách chức Phó Viện Trưởng Viện Hóa đạo của Hòa thượng Thích Tuệ Sỹ và loại trừ Hòa thượng khỏi Giáo hội.
Ngày 12/05/2019, Đệ ngũ Tăng thống, Hòa thượng Thích Quảng Độ ban hành Giáo chỉ số 19-VTT/TT/GC cung thỉnh hòa thượng đăng lâm pháp tịch vào hàng Trưởng lão Hội đồng Giáo phẩm Trung ương của Viện Tăng thống.
Ngày 24/05/2019, Hòa thượng Thích Quảng Độ ban hành Quyết định số 14-VTT/TT/QĐ thỉnh cử Hòa thượng Thích Tuệ Sỹ thay thế Đức Tăng thống vì trọng bệnh để lãnh đạo GHPGVNTN ở vị trí Xử lý Thường vụ Viện Tăng thống.
Ngày 20/04/2020, nhân lễ chung thất của Hòa thượng Thích Quảng Độ, Hòa thượng Thích Tuệ Sỹ phụng thừa Quyết định Ủy thác Quyền Điều hành Viện Tăng thống trở thành Xử lý Thường vụ Viện Tăng thống GHPGVNTN.
Ngày 10/05/2021, Hòa thượng Thích Tuệ Sỹ ra Thông bạch cung thỉnh thành lập Hội đồng Hoằng pháp do Hòa thượng Thích Tuệ Sỹ làm Cố vấn Chỉ đạo, Hòa thượng Thích Như Điển làm Chánh Thư ký và Hòa thượng Thích Nguyên Siêu làm Phó Thư ký.
Ngày 27/11/2021, Hội đồng Hoằng pháp tổ chức Đại hội lần I. Đại hội đã đồng thuận đề nghị của Cố vấn Hội đồng Hoằng pháp, Hòa thượng Thích Tuệ Sỹ thành lập Hội đồng Phiên dịch Tam tạng Lâm thời gồm có:
- Chủ tịch: Hòa Thượng Thích Tuệ Sỹ
- Cố vấn: Giáo sư Trí Siêu Lê Mạnh Thát
- Chánh Thư Ký: Hòa Thượng Thích Như Điển
- Phó Thư Ký hải ngoại: Hòa Thượng Thích Nguyên Siêu
- Phó Thư Ký quốc nội: Hòa Thượng Thích Thái Hòa.[13]

Ngày 21/08/2022, tại Lễ phát nguyện và suy tôn Hội đồng Giáo phẩm Trung ương cử hành tại chùa Phật Ân, huyện Long Thành, Đồng Nai, Hòa thượng Thích Tuệ Sỹ được suy cử làm Chánh Thư ký kiêm Xử lý Thường vụ Viện Tăng thống GHPGVNTN.

### Viên tịch
Ông viên tịch 4 giờ chiều ngày 24 tháng 11 năm 2023 tại chùa Phật Ân, tỉnh Đồng Nai sau thời gian trị bệnh, thọ 80 tuổi.
Ngày 09 tháng 03 năm 2024, tại Húy kỵ cố Hòa thượng Thích Quảng Độ tổ chức tại chùa Từ Hiếu, quận 8 TPHCM, Hội đồng Giáo phẩm Trung ương suy tôn giác linh cố Hòa thượng làm Đệ lục Tăng thống GHPGVNTN.

## Đánh giá
Bùi Giáng viết về thơ Tuệ Sỹ
Tuệ Sỹ một vị sư. Ông viết văn quá nghiêm túc, những sở tri của ông về Phật học quả thật quảng bác vô cùng. Thấy ông vẻ người khắc khổ, không ai ngờ rằng linh hồn kia còn ẩn một nguồn thơ thâm viễn u u... Một bài thơ "Không đề" của ông đủ khiến ta khiếp vía mất ăn mất ngủ.
Mạc Văn Trang
Vị Thiền sư lỗi lạc nhất, thông minh nhất, uyên bác nhất, trong sạch nhất của Việt Nam hiện nay. Tôi xin gọi hai vị này [Tuệ Sỹ và Lê Mạnh Thát] là thiền sư với tất cả đắn đo thận trọng, với tất cả ý nghĩa cao đẹp và như thực của một danh xưng xung thiên chí.
Phạm Công Thiện
Đây đích thực là một vị Chân tu, một Trí thức lớn, một nhà Phật học uyên thâm, một Nhân cách văn hoá không chỉ của Phật giáo mà của Dân tộc.
Giáo sư Đoàn Viết Hoạt
Công lao lớn nhất của ông là về mặt tư tưởng, hiểu theo nghĩa là làm sáng tỏ đạo Phật. Thầy còn trẻ mà đã rất già dặn, là giảng viên đại học có hiểu biết và kiến thức thông tuệ.
Đỗ Trung Quân
Đọc thơ của Thầy tôi phải đọc với cảm quan của một người biết ít nhiều về Phật học trong khi tôi không có nền tảng Phật học nhiều và sâu. Tôi không dám nghĩ rằng mình cảm nhận được sự uyên bác của thầy trong thơ, không dám nói mình có thể hiểu được hết.
Thích Nhật Từ
Tấm gương của Hòa thượng Tuệ Sỹ đã trở thành niềm khích lệ rất lớn đối với các thế hệ tăng ni bất luận đi theo bất cứ ý thức hệ giao tiếp nào, sa môn pháp phái nào.

## Tuyên bố
Giáo hội Phật giáo Việt Nam Thống nhất không phải là một hiệp hội thế tục, do đó, không tự đặt mình dưới sự chỉ đạo của bất cứ quyền lực thế tục, không là công cụ bảo vệ sự tồn tại của bất cứ xu hướng chính trị, của bất cứ tổ chức thế tục nào; không hành đạo, hoằng đạo theo bất cứ định hướng ý thức hệ nào; duy chỉ một định hướng duy nhất: Thập phương Bạc-già-phạm nhất lộ Niết-bàn môn; một cứu cánh duy nhất là giải thoát.

## Tác phẩm

#### Sáng tác
- Một thời truyền luật
- Bát quan trai giới
- Cửa Vào Tuyệt Đối
- Chiến tranh, tình yêu, hoài niệm và truyện ngắn Võ Hồng
- Dẫn vào Tâm Kinh Bát Nhã
- Dẫn vào thế giới văn học Phật giáo
- Duy-ma-cật Với Các Đại Thanh Văn
- Duy tuệ thị nghiệp
- Đạo Phật và thanh niên
- Đối Biện Bồ Tát
- Giới thiệu Phẩm Phương Tiện Thiện Xảo, Kinh Duy-ma-cật
- Giới thiệu Phẩm Văn-thù thăm bịnh, Kinh Duy-ma-cật
- Giới thiệu Trung Luận kệ tụng - Phạn Tạng Hán đối chiếu toàn dịch
- Giá trị đối chiếu trong những tương quan văn hóa
- Góc Tùng
- Khái niệm về số trong Kinh Dịch
- Lễ Tháng Bảy Cho Những Oan Hồn Phiêu Bạt
- Lô Sơn Chân Diện Mục
- Mười huyền môn: trật tự của thế giới trong tương quan vô tận
- Nguồn gốc của một thế giới quan vô tận
- Ngục trung mị ngữ
- Nhân đọc Triết Học Thế Thân
- Những điệp khúc cho dương cầm (thơ)
- Những Giá Trị Phổ Quát Của Bồ Tát Hành
- Piano Sonata 14
- Phát triển Tâm Từ
- Phật Dạy Chăn Trâu
- Reduction to the Nothingness
- Sự hủy diệt của một trào lưu tư tưởng
- Sư Thiện Chiếu
- Tánh không luận là gì?
- Tinh hoa triết học Phật giáo
- Tư tưởng Phật giáo đối diện với hư vô
- Từ Thiền đến Hoa Nghiêm
- Thắng Man Giảng Luận
- Thanh Sắc Thi Ca
- Thiền và Bát-nhã
- Thuyền ngược bến không
- Tô Đông Pha: Những Phương Trời Viễn Mộng
- Trật tự của thế giới trong tương quan vô tận
- Trú xứ của Bồ-tát
- Văn minh tiểu phẩm
- Về những minh họa từ Thiền Uyển Tập Anh
- Một số vấn đế ngữ pháp trong các bản dịch Phạn Hán
- Thời kỳ Hốt Tất Liệt và Phật giáo Trung Nguyên
- Định hướng tương lai cho Tăng Ni trẻ
- Tham nhũng là một quốc nạn
- Đạo Phật với thanh niên
- Sự Biến Lương Sơn
- Dẫn vào thế giới văn học Phật Giáo
- Nhân đọc triết học Thế Thân
- Thiền định Phật Giáo - khởi nguyên và ảnh hưởng
- Triết học về tánh Không
- Tổng quan về nghiệp
- Huyền thoại Duy-ma-cật
- Thắng Man giảng luận
- Du-già Bồ-tát giới
- Tô Đông Pha, Những phương trời viễn mộng
- Pháp diệt tránh
- Giấc mơ Trường Sơn (thơ)
- Thiên lý độc hành
- Hoàng cầm tình khúc (thơ)
- Lược sử khắc bản Đại Tạng Kinh

#### Dịch thuật
- A-tỳ-đạt-ma Câu-xá luận (5 tập)
- A-tỳ-đạt-ma Pháp uẩn túc luận
- A-tỳ-đạt-ma Tập dị môn túc luận
- Tinh hoa triết học Phật giáo
- Thiền & Bát-nhã
- Các Tông Phái Phật giáo
- Kinh Duy Ma Cật sở thuyết
- Luận Thành Duy Thức
- Luận Đại Trí Độ
- Tạp A-hàm
- Tăng nhất A-hàm
- Trung A-hàm
- Trường A-hàm
- Thiền Luận (tập 2 và 3)
- Phật Điển Phổ Thông: Dẫn Vào Tuệ Giác Phật (đồng chủ biên bản dịch Việt)
- Nền tảng PG của Kinh Tế Học
- Thiền và Bát Nhã
- Kinh Hoa Nghiêm (Gaṇḍavyūha): Lý tưởng Bồ tát và Phật